# Instytut Marksizmu-Leninizmu przy KC SED

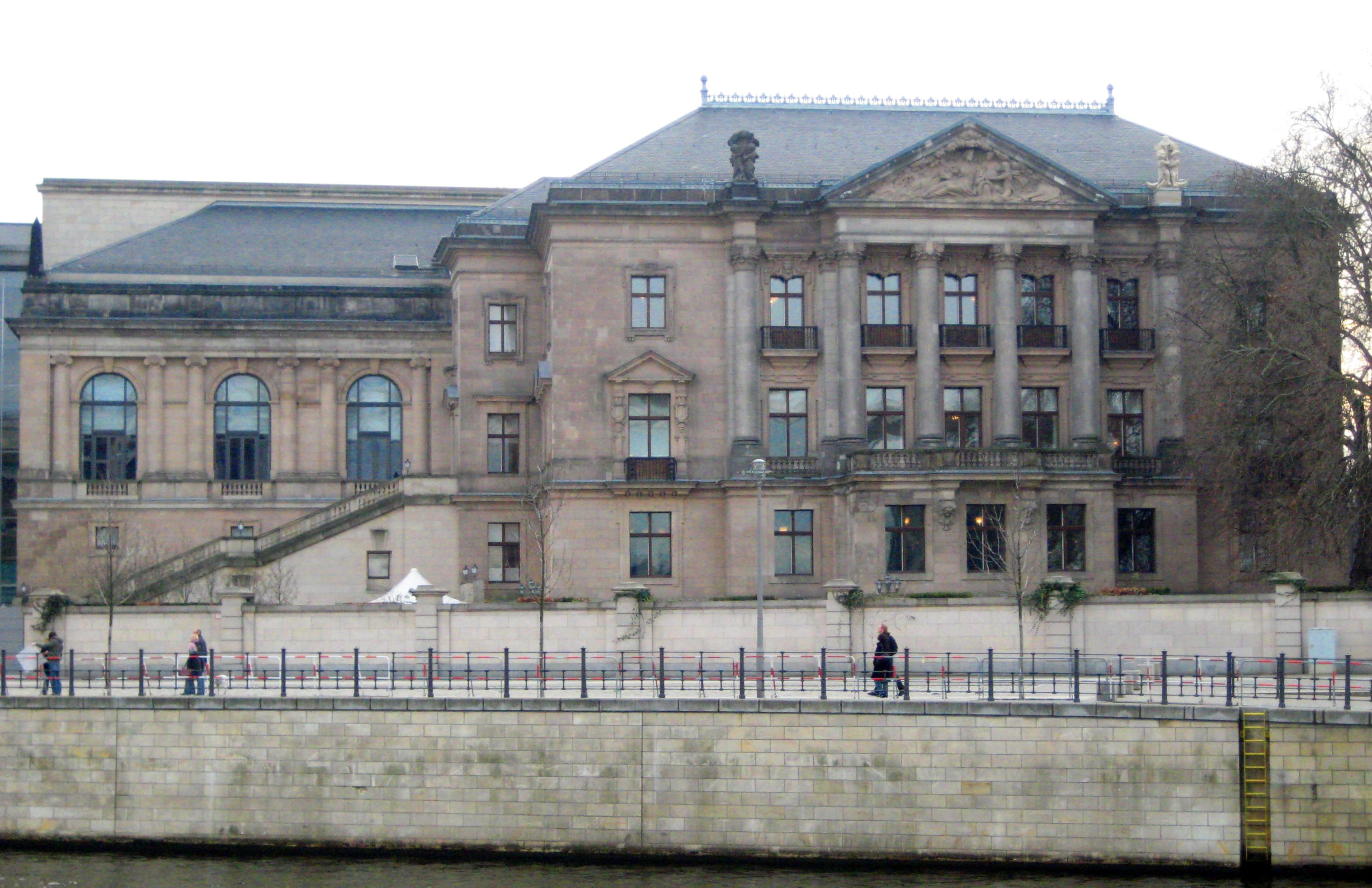
Reichstagspräsidentenpalais, b. siedziba Instytutu Marksa, Engelsa, Lenina SED (1949-1953)

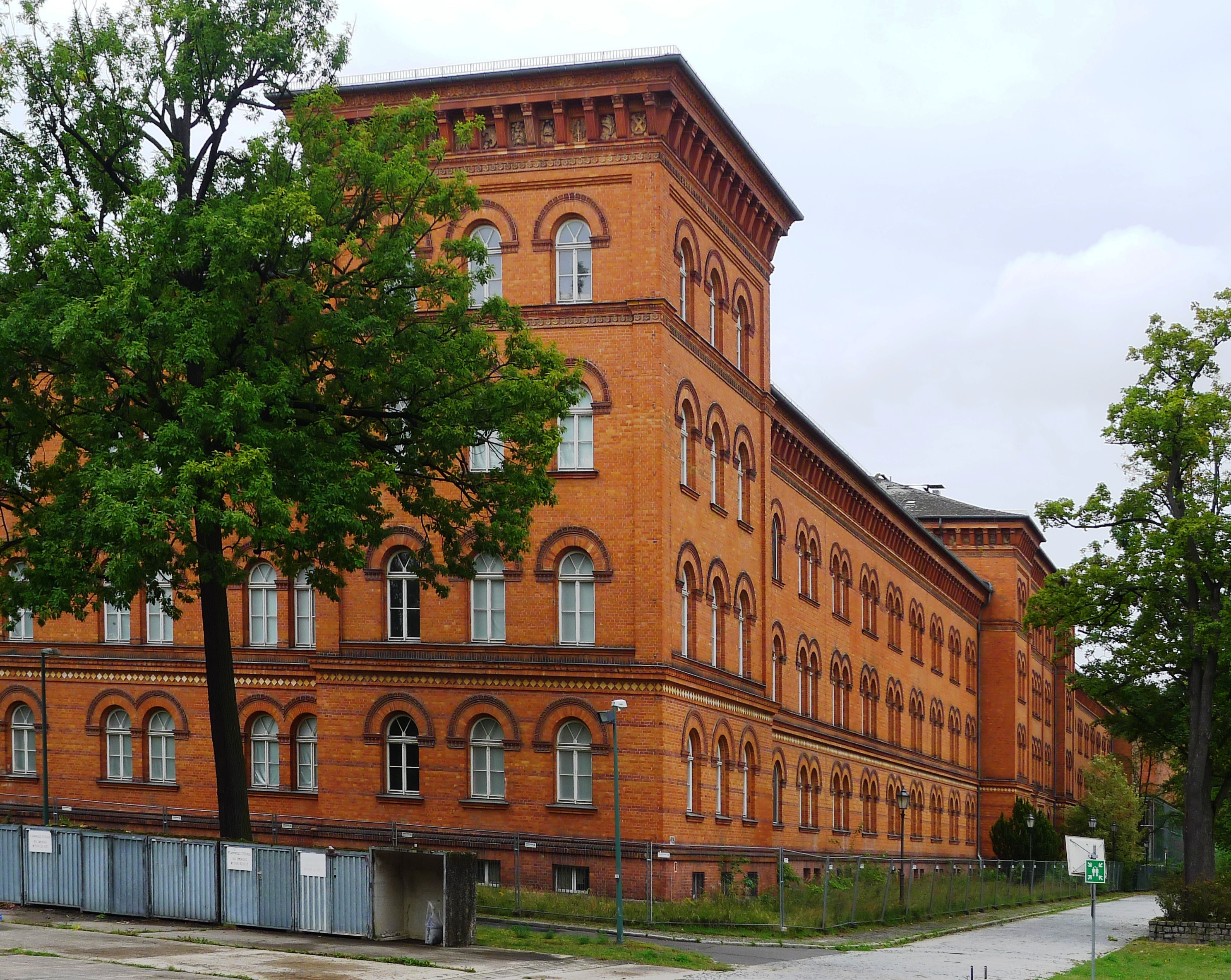
budynek Archiwum Federalnego, w którym są przechowywane zbiory b. Centralnego Archiwum Partii SED w Berlinie przy Finckensteinallee 63 (1992-)

Instytut Marksizmu-Leninizmu przy KC SED (Institut für Marxismus-Leninismus beim ZK der SED) – jedna z instytucji naukowo-badawczych KC SED.
Instytut powstał na podstawie uchwały Biura Politycznego SED z 29 marca 1949 o przekształceniu dotychczasowego, funkcjonującego od 1947 Instytutu Naukowo-Badawczego przy kierownictwie SED (Wissenschaftliches Forschungsinstitut beim Parteivorstand der SED) w Kleinmachnow, z dniem 1 września 1949 w Instytut Marksa, Engelsa, Lenina przy kierownictwie SED (Marx-Engels-Lenin-Institut beim Parteivorstand der SED) z siedzibą w b. Pałacu Prezydentów Reichstagu (Reichstagspräsidentenpalais) przy Friedrich–Ebert-Straße 30/31. Wcześniej, jesienią 1948 tenże instytut rozpoczął prace nad wydaniem prac Marksa, Engelsa, Lenina, Stalina i historii niemieckiego ruchu robotniczego. W 1953 Instytutowi zmieniono nazwę na Instytut Marksa, Engelsa, Lenina i Stalina (Marx-Engels-Lenin-Stalin-Institut) oraz otrzymał budynek narożny przy Charlotte/Unter den Linden, który służył jako siedziba zarządu, administracji, wydziału historii i utworzonego archiwum Instytutu. Wydział Lenina umieszczono w budynku wydawnictwa Dietz na Wallstraße 76-79. W 1956 placówce ponownie zmieniono nazwę na Instytut Marksizmu-Leninizmu przy KC SED (Institut für Marxismus-Leninismus beim ZK der SED), pod którą to nazwą placówka była najbardziej znana i najdłużej pracowała. Na początku 1959, wszystkie działy Instytutu wraz z archiwum partii i biblioteką przeniesiono do budynku „Centralnego Domu Jedności” (Zentralhaus der Einheit) przy Wilhelm Pieck-Straße 1, obecnie Torstrasse 1, dawnej siedziby Komitetu Centralnego SED. Następnie wydział Marksa i Engelsa został przeniesiony do „Domu Karla-Liebknechta” (Karl-Liebknecht-Haus) przy Rosa-Luxemburg-Platz.
Po zjednoczeniu Niemiec, z dniem 4 stycznia 1990 zmieniono instytutowi nazwę na Instytut Historii Ruchu Pracy (Institut für Geschichte der Arbeiterbewegung), jednocześnie znacznie redukując liczbę jego komórek organizacyjnych. Z dniem 31 marca 1992 Instytut ostatecznie zlikwidowano przekazując jego zasoby do Fundacji Archiwum Partii i Organizacji Masowych NRD w Archiwum Federalnym (Stiftung Archiv der Parteien und Massenorganisationen der DDR im Bundesarchiv) w kompleksie z 1874 Koszar b. Szkoły Kadetów (Hauptkadettenanstalt) (1878-1920), gimnazjum (1920-1933), jednostki Leibstandarte SS Adolf Hitler (1933–1945), jednego z obiektów Brygady Berlińskiej Armii Amerykańskiej (1945-1994) w Berlinie przy Finckensteinallee 63.
Jako placówka naukowo-badawcza Instytut miał status jednego z wydziałów KC SED. Jego bezpośrednimi zwierzchnikami byli sekretarze KC – Fred Oelßner (1949–1957) oraz Kurt Hager (1957–1989).

## Podział organizacyjny (1989)
- Dyrekcja (Direktion), i Grupa Robocza Informacji i Dokumentacji
- Wydział Marksa i Engelsa (Marx-Engels-Abteilung) (od 1953)
- Wydział Lenina (Lenin-Abteilung) (od 1951)
- Wydział Stalina (Stalin-Abteilung) (1949–1954)
- Wydział Historii Niemieckiego Ruchu Robotniczego od jego początków do 1945 (Abteilung Geschichte der deutschen Arbeiterbewegung von den Anfängen bis 1945) (od 1953)
- Wydział Historii Niemieckiego Ruchu Robotniczego od 1945 do współczesności (Abteilung Geschichte der deutschen Arbeiterbewegung von 1945 bis zur Gegenwart) (od 1969)
- Wydział Historii Lokalnego Ruchu Pracy i Historii Operacji (Abteilung Geschichte der Örtlichen Arbeiterbewegung und der Betriebsgeschichte) (od 1978)
- Wydział Historii Międzynarodowego Ruchu Pracy (Abteilung Geschichte der Internationalen Arbeiterbewegung)
- Wydział Naukowego Komunizmu (Abteilung Wissenschaftlicher Kommunismus) (od 1961)
- Redakcja „Wkład w historię ruchu robotniczego” (Redaktion „Beitrage zur Geschichte der Arbeiterbewegung”) (od 1959)
- Centralne archiwum partyjne (Zentrales Parteiarchiv) (od 1963)
- Biblioteka (Bibliothek) (od 1949)
- Gospodarka i administracja (Wirtschaft und Verwaltung)
- Warsztaty techniczne, stacja mikrofilmowa, konserwacja dokumentów (Technische Werkstätten, Mikrofilmstelle, Restaurierung)
- Kadry (Arbeitsgruppe Kader)

## Dyrektorzy
- 1949–1950 – Joseph Winternitz
- 1951–1953 – Bernhard Dohm
- 1953 – Anton Ackermann
- 1953–1962 – Ludwig Einicke
- 1962–1964 – Roland Bauer
- 1964–1968 – Lothar Berthold
- 1969–1989 – Günter Heyden
- 1989–1992 – Günter Benser